# Ghiacciaio Russell occidentale
Il ghiacciaio Russell occidentale (in inglese Russell West Glacier) è un ghiacciaio lungo circa 20 km e largo 7, situato sulla costa occidentale della penisola Trinity, nella parte settentrionale della Terra di Graham, in Antartide. Il ghiacciaio, il cui punto più alto si trova 671 m s.l.m., fluisce in direzione ovest a partire dal monte Canicula, all'estremità settentrionale dell'altopiano Detroit, fino a entrare nella baia di Bone. Assieme al ghiacciaio Russell orientale, che fluisce verso est, questo ghiacciaio crea una depressione ghiacciata che attraversa l'estremità settentrionale della Penisola Antartica.

## Storia
Il ghiacciaio Russell occidentale fu esplorato e mappato dal British Antarctic Survey, che all'epoca si chiamava ancora Falkland Islands and Dependencies Survey (FIDS), nel 1946 e fu quindi così battezzato dal Comitato britannico per i toponimi antartici in onore di V.I. Russell, un ricognitore capo del FIDS di base alla baia Speranza nel 1946.